# Theo Uppenkamp
Theo Uppenkamp (* 28. Dezember 1923 in Buer; † 10. November 2002 in Hamburg) war ein deutscher Fußballspieler.

## Werdegang
Der rechte Verteidiger Theo Uppenkamp begann seine Karriere beim Gelsenkirchener Verein Erler SV 08. Über den VfL Geseke und Holstein Kiel kam er im Sommer 1949 zu Hannover 96. Ein Jahr später kehrte Uppenkamp nach Westfalen zurück und schloss sich dem West-Oberligisten Preußen Münster an. Mit den Preußen wurde er 1951 Vizemeister der Oberliga West hinter dem FC Schalke 04 und qualifizierte sich für die deutsche Fußballmeisterschaft 1950/51. Die Münsteraner erreichten dort das Endspiel, welches mit 1:2 gegen den 1. FC Kaiserslautern verloren wurde. Uppenkamp kam im Endspiel nicht zum Einsatz. 1952 wechselte Uppenkamp zum Eimsbütteler TV nach Hamburg, wo er vier Jahre später seine Karriere beendete. Er absolvierte 145 Oberligaspiele und erzielte dabei 18 Tore. Er war gelernter Hotelkaufmann und betrieb im Hamburger Stadtteil Wohldorf-Ohlstedt ein Ausflugslokal. Im November 2002 verstarb er in Hamburg und wurde auf dem dortigen Friedhof Bergstedt beigesetzt.